# 1. Fußball-Club Kaiserslautern 1971-1972
Questa voce raccoglie le informazioni riguardanti il 1. Fußball-Club Kaiserslautern nelle competizioni ufficiali della stagione 1971-1972.

## Stagione
Nella stagione 1971-1972 il Kaiserslautern, allenato da Dietrich Weise, concluse il campionato di Bundesliga al 7º posto. In Coppa di Germania il Kaiserslautern perse la finale dallo Schalke 04.

## Rosa
| N. |                     | Ruolo | Calciatore         |
| -- | ------------------- | ----- | ------------------ |
|    | Germania (bandiera) | P     | Josef Elting       |
|    | Germania (bandiera) | P     | Josef Stabel       |
|    | Germania (bandiera) | D     | Ernst Diehl        |
|    | Germania (bandiera) | D     | Fritz Fuchs        |
|    | Germania (bandiera) | D     | Lothar Huber       |
|    | Germania (bandiera) | D     | Günther Rademacher |
|    | Germania (bandiera) | D     | Otto Rehhagel      |
|    | Germania (bandiera) | D     | Günther Reinders   |
|    | Germania (bandiera) | D     | Dietmar Schwager   |

| N. |                                 | Ruolo | Calciatore       |
| -- | ------------------------------- | ----- | ---------------- |
|    | Germania (bandiera)             | C     | Klaus Ackermann  |
|    | Germania (bandiera)             | C     | Hermann Bitz     |
|    | Germania (bandiera)             | C     | Jürgen Friedrich |
|    | Germania (bandiera)             | C     | Heinz Henkes     |
|    | Germania (bandiera)             | A     | Hans-Peter Fecht |
|    | Bosnia ed Erzegovina (bandiera) | A     | Idriz Hošić      |
|    | Germania (bandiera)             | A     | Josef Pirrung    |
|    | Germania (bandiera)             | A     | Wolfgang Seel    |
|    | Germania (bandiera)             | A     | Karlheinz Vogt   |

## Organigramma societario
Area tecnica
- Allenatore: Dietrich Weise
- Allenatore in seconda:
- Preparatore dei portieri:
- Preparatori atletici:

## Calciomercato

### Sessione estiva
| Acquisti | Acquisti     | Acquisti             | Acquisti |
| R.       | Nome         | da                   | Modalità |
| -------- | ------------ | -------------------- | -------- |
| C        | Heinz Henkes | Borussia Neunkirchen |          |

| Cessioni | Cessioni           | Cessioni     | Cessioni |
| R.       | Nome               | a            | Modalità |
| -------- | ------------------ | ------------ | -------- |
| P        | Bratislav Đorđević | OFK Belgrado |          |

## Risultati

### Bundesliga

#### Girone di andata
| Arbitro: | Riegg |

|          |           |  |
| Bitz 71’ | Marcatori |  |

| Arbitro: | Frickel |

|                        |           |                    |
| Dietrich 30’ Weist 84’ | Marcatori | 56’ Hošić 60’ Seel |

| Arbitro: | Herden |

|          |           |               |
| Brei 53’ | Marcatori | 14’ Friedrich |

| Arbitro: | Betz |

|                                          |           |           |
| Reinders 37’ Seel 58’, 80’ Friedrich 71’ | Marcatori | 27’ Balte |

| Arbitro: | Hillebrand |

|                                       |           |          |
| Köppel 12’ Handschuh 70’ Weidmann 83’ | Marcatori | 2’ Hošić |

| Arbitro: | Basedow |

|  |           |                      |
|  | Marcatori | 68’ Zobel 87’ Müller |

| Arbitro: | Hilker |

|            |           |                               |
| Keller 35’ | Marcatori | 78’ (rig.) Rehhagel 90’ Hošić |

| Arbitro: | Geng |

|          |           |  |
| Bitz 37’ | Marcatori |  |

| Arbitro: | Wichmann |

|                                         |           |  |
| Seeler 12’, 26’ Bjørnmose 23’ Kaltz 45’ | Marcatori |  |

| Arbitro: | Seiler |

|                    |           |  |
| Vogt 43’ Hošić 87’ | Marcatori |  |

| Arbitro: | Hennig |

|           |           |  |
| Heese 43’ | Marcatori |  |

| Arbitro: | Heckeroth |

|                                                               |           |  |
| Pirrung 47’, 82’, 90’ Rademacher 50’ Vogt 70’ (rig.) Bitz 86’ | Marcatori |  |

| Arbitro: | Schulenburg |

|                                                |           |  |
| Scheer 56’ (rig.) Lütkebohmert 64’ Kremers 85’ | Marcatori |  |

| Arbitro: | Wohlfarth |

|                                   |           |            |
| Vogt 10’ Henkes 84’ Ackermann 88’ | Marcatori | 29’ Herzog |

| Arbitro: | Kindervater |

|                        |           |          |
| Horr 3’ Hermandung 81’ | Marcatori | 31’ Vogt |

| Arbitro: | Voß |

|                |           |                      |
| Hošić 50’, 58’ | Marcatori | 3’ Erler 20’ Gerwien |

| Arbitro: | Redelfs |

|                        |           |                                                 |
| Mumme 31’ Kliemann 85’ | Marcatori | 44’ Hošić 50’, 77’ Vogt 81’ Ackermann 88’ Diehl |

#### Girone di ritorno
| Arbitro: | Geng |

|                              |           |          |
| Netzer 47’ (rig.) Danner 70’ | Marcatori | 20’ Vogt |

| Arbitro: | Aldinger |

|                    |           |               |
| Bitz 54’ Fuchs 59’ | Marcatori | 30’ Neuberger |

| Arbitro: | Wengenmayer |

|                           |           |                      |
| Diehl 31’ Vogt 68’ (rig.) | Marcatori | 37’ (rig.) Damjanoff |

| Arbitro: | Ohmsen |

|                                      |           |                    |
| Hartl 17’, 59’ Balte 55’, 83’ (rig.) | Marcatori | 32’ Hošić 58’ Seel |

| Arbitro: | Hennig |

|                        |           |               |
| Bitz 27’ Seel 46’, 78’ | Marcatori | 36’ Handschuh |

| Arbitro: | Köhler |

|                          |           |               |
| Müller 55’, 77’ Roth 57’ | Marcatori | 43’ Ackermann |

| Arbitro: | Kindervater |

|                    |           |  |
| Ackermann 62’, 87’ | Marcatori |  |

| Arbitro: | Picker |

|          |           |  |
| Worm 60’ | Marcatori |  |

| Arbitro: | Fork |

|                     |           |               |
| Fuchs 56’ Hošić 87’ | Marcatori | 67’ Bjørnmose |

| Arbitro: | Schulenburg |

|                                   |           |                               |
| Löhr 8’, 54’ Rupp 22’ Glowacz 25’ | Marcatori | 5’ Henkes 74’ (aut.) Cullmann |

| Arbitro: | Weyland |

|           |           |           |
| Hošić 65’ | Marcatori | 17’ Heese |

| Arbitro: | Betz |

|                 |           |           |
| Schütz 18’, 80’ | Marcatori | 34’ Hošić |

| Arbitro: | Riegg |

|                                |           |                               |
| Hošić 13’ Friedrich 31’ (rig.) | Marcatori | 18’ (rig.) Scheer 61’ Fischer |

| Arbitro: | Betz |

|  |           |                                 |
|  | Marcatori | 1’ Fuchs 68’ Friedrich 80’ Vogt |

| Arbitro: | Hilker |

|                             |           |                                                  |
| Bitz 62’ Vogt 72’ Hošić 76’ | Marcatori | 5’ Hermandung 10’ Beer 44’ Steffenhagen 66’ Horr |

| Arbitro: | Wichmann |

|                |           |          |
| Merkhoffer 58’ | Marcatori | 88’ Bitz |

| Kaiserslautern 28 giugno 1972, ore 15:30 CET 34ª giornata | Kaiserslautern | 0 – 0 referto | RW Oberhausen | Betzenbergstadion (2 800 spett.)\| Arbitro: \| Berner \| |
| Arbitro:                                                  | Berner         |               |               |                                                          |

### Coppa di Germania
| Arbitro: | Riegg |

|                         |           |           |
| Hermes 22’ Reichert 34’ | Marcatori | 54’ Hošić |

| Arbitro: | Seiler |

|                                   |                      |                                        |
| Seel 2’ Hošić 18’ Vogt 61’        | Marcatori            | 58’ Jung 84’ Pröpper                   |
| Pirrung Vogt Friedrich Fuchs Seel | Tiri di rigore 5 – 3 | Reichert Pröpper Hermes Kohle Galbierz |

| Arbitro: | Hamer |

|                                                      |           |                                 |
| Frank 10’ Weidmann 29’ Haug 62’ (rig.) Entenmann 73’ | Marcatori | 34’ Schwager 80’ Hošić 87’ Vogt |

| Arbitro: | Eschweiler |

|                                 |           |                      |
| Vogt 54’ (rig.), 57’ Henkes 70’ | Marcatori | 77’ (aut.) Friedrich |

| Arbitro: | Gabor |

|                                       |           |             |
| Schumacher 18’ Mumme 59’ Kliemann 69’ | Marcatori | 87’ Pirrung |

| Arbitro: | Tschenscher |

|                                              |           |  |
| Ackermann 10’ Hošić 43’, 95’ Vogt 100’, 116’ | Marcatori |  |

| Arbitro: | Wengenmayer |

|                          |           |              |
| Pirrung 13’ Schwager 17’ | Marcatori | 7’ Hasebrink |

| Arbitro: | Seiler |

|               |           |              |
| Hasebrink 84’ | Marcatori | 4’, 11’ Seel |

| Arbitro: | Aldinger |

|                                                          |           |  |
| Kremers 13’, 82’ Scheer 32’ Lütkebohmert 57’ Fischer 66’ | Marcatori |  |

## Statistiche

### Statistiche di squadra
| Competizione      | Punti | In casa | In casa | In casa | In casa | In casa | In casa | In trasferta | In trasferta | In trasferta | In trasferta | In trasferta | In trasferta | Totale | Totale | Totale | Totale | Totale | Totale | DR |
| Competizione      | Punti | G       | V       | N       | P       | Gf      | Gs      | G            | V            | N            | P            | Gf           | Gs           | G      | V      | N      | P      | Gf     | Gs     | DR |
| ----------------- | ----- | ------- | ------- | ------- | ------- | ------- | ------- | ------------ | ------------ | ------------ | ------------ | ------------ | ------------ | ------ | ------ | ------ | ------ | ------ | ------ | -- |
| Bundesliga        | 35    | 17      | 11      | 4       | 2       | 36      | 17      | 17           | 3            | 3            | 11           | 23           | 36           | 34     | 14     | 7      | 13     | 59     | 53     | +6 |
| Coppa di Germania | -     | 4       | 3       | 1       | 0       | 13      | 4       | 5            | 1            | 0            | 4            | 7            | 15           | 9      | 4      | 1      | 4      | 20     | 19     | +1 |
| Totale            | 35    | 21      | 14      | 5       | 2       | 49      | 21      | 22           | 4            | 3            | 15           | 30           | 51           | 43     | 18     | 8      | 17     | 79     | 72     | +7 |

### Andamento in campionato
| Giornata  | 1 | 2 | 3 | 4 | 5 | 6 | 7 | 8 | 9 | 10 | 11 | 12 | 13 | 14 | 15 | 16 | 17 | 18 | 19 | 20 | 21 | 22 | 23 | 24 | 25 | 26 | 27 | 28 | 29 | 30 | 31 | 32 | 33 | 34 |
| --------- | - | - | - | - | - | - | - | - | - | -- | -- | -- | -- | -- | -- | -- | -- | -- | -- | -- | -- | -- | -- | -- | -- | -- | -- | -- | -- | -- | -- | -- | -- | -- |
| Luogo     | C | T | T | C | T | C | T | C | T | C  | T  | C  | T  | C  | T  | C  | T  | T  | C  | C  | T  | C  | T  | C  | T  | C  | T  | C  | T  | C  | T  | C  | T  | C  |
| Risultato | V | N | N | V | P | P | V | V | P | V  | P  | V  | P  | V  | P  | N  | V  | P  | V  | V  | P  | V  | P  | V  | P  | V  | P  | N  | P  | N  | V  | P  | N  | N  |
| Posizione | 6 | 6 | 5 | 3 | 5 | 8 | 6 | 5 | 7 | 5  | 7  | 6  | 8  | 7  | 10 | 8  | 6  | 8  | 6  | 5  | 6  | 5  | 6  | 5  | 7  | 6  | 7  | 6  | 7  | 7  | 7  | 7  | 7  | 7  |

Legenda:

Luogo: C = Casa; T = Trasferta. Risultato: V = Vittoria; N = Pareggio; P = Sconfitta.

### Statistiche dei giocatori
| Giocatore     | Bundesliga | Bundesliga | Bundesliga  | Bundesliga | Coppa di Germania | Coppa di Germania | Coppa di Germania | Coppa di Germania | Totale   | Totale | Totale      | Totale     |
| Giocatore     | Presenze   | Reti       | Ammonizioni | Espulsioni | Presenze          | Reti              | Ammonizioni       | Espulsioni        | Presenze | Reti   | Ammonizioni | Espulsioni |
| ------------- | ---------- | ---------- | ----------- | ---------- | ----------------- | ----------------- | ----------------- | ----------------- | -------- | ------ | ----------- | ---------- |
| K. Ackermann  | 34         | 5          | 0           | 0          | 9                 | 1                 | 0                 | 0                 | 43       | 6      | 0           | 0          |
| H. Bitz       | 33         | 7          | 0           | 0          | 9                 | 0                 | 0                 | 0                 | 42       | 7      | 0           | 0          |
| W. Brehm      | 0          | 0          | 0           | 0          | 0                 | 0                 | 0                 | 0                 | 0        | 0      | 0           | 0          |
| E. Diehl      | 31         | 2          | 0           | 0          | 9                 | 0                 | 0                 | 0                 | 40       | 2      | 0           | 0          |
| J. Elting     | 32         | 0          | 0           | 0          | 9                 | 0                 | 0                 | 0                 | 41       | 0      | 0           | 0          |
| H. Fecht      | 0          | 0          | 0           | 0          | 0                 | 0                 | 0                 | 0                 | 0        | 0      | 0           | 0          |
| H. Franz      | 0          | 0          | 0           | 0          | 0                 | 0                 | 0                 | 0                 | 0        | 0      | 0           | 0          |
| J. Friedrich  | 30         | 4          | 0           | 0          | 8                 | 0                 | 0                 | 0                 | 38       | 4      | 0           | 0          |
| F. Fuchs      | 29         | 3          | 0           | 0          | 9                 | 0                 | 0                 | 0                 | 38       | 3      | 0           | 0          |
| H. Henkes     | 16         | 2          | 0           | 0          | 2                 | 1                 | 0                 | 0                 | 18       | 3      | 0           | 0          |
| I. Hošić      | 26         | 13         | 0           | 0          | 9                 | 5                 | 0                 | 0                 | 35       | 18     | 0           | 0          |
| L. Huber      | 8          | 0          | 0           | 0          | 0                 | 0                 | 0                 | 0                 | 8        | 0      | 0           | 0          |
| W. Michelbach | 0          | 0          | 0           | 0          | 0                 | 0                 | 0                 | 0                 | 0        | 0      | 0           | 0          |
| J. Müller     | 0          | 0          | 0           | 0          | 0                 | 0                 | 0                 | 0                 | 0        | 0      | 0           | 0          |
| J. Pirrung    | 29         | 3          | 0           | 0          | 7                 | 2                 | 0                 | 0                 | 36       | 5      | 0           | 0          |
| G. Rademacher | 11         | 1          | 0           | 0          | 2                 | 0                 | 0                 | 0                 | 13       | 1      | 0           | 0          |
| O. Rehhagel   | 8          | 1          | 0           | 0          | 0                 | 0                 | 0                 | 0                 | 8        | 1      | 0           | 0          |
| G. Reinders   | 25         | 1          | 0           | 0          | 9                 | 0                 | 0                 | 0                 | 34       | 1      | 0           | 0          |
| D. Schwager   | 28         | 0          | 0           | 0          | 8                 | 2                 | 0                 | 0                 | 36       | 2      | 0           | 0          |
| P. Schwarz    | 0          | 0          | 0           | 0          | 0                 | 0                 | 0                 | 0                 | 0        | 0      | 0           | 0          |
| W. Seel       | 33         | 6          | 0           | 0          | 8                 | 3                 | 0                 | 0                 | 41       | 9      | 0           | 0          |
| J. Stabel     | 3          | 0          | 0           | 0          | 0                 | 0                 | 0                 | 0                 | 3        | 0      | 0           | 0          |
| H. Toppmöller | 0          | 0          | 0           | 0          | 0                 | 0                 | 0                 | 0                 | 0        | 0      | 0           | 0          |
| K. Toppmöller | 0          | 0          | 0           | 0          | 0                 | 0                 | 0                 | 0                 | 0        | 0      | 0           | 0          |
| K. Vogt       | 32         | 10         | 0           | 0          | 7                 | 6                 | 0                 | 0                 | 39       | 16     | 0           | 0          |
| H. Wilhelmi   | 0          | 0          | 0           | 0          | 0                 | 0                 | 0                 | 0                 | 0        | 0      | 0           | 0          |